# János Rácz
János Rácz (Baja, 3 agosto 1941 – Bonifacio, 4 marzo 2023) è stato un cestista ungherese.
Era il padre della sciatrice Ophélie David, a sua volta atleta di alto livello.

## Carriera
Con l'Ungheria ha disputato i Giochi olimpici di Tokyo 1964 e i Campionati europei del 1965.